# Lepidosaphes cornuta
Lepidosaphes cornuta är en insektsart som beskrevs av Ramakrishna Ayyar 1937. Lepidosaphes cornuta ingår i släktet Lepidosaphes och familjen pansarsköldlöss. Inga underarter finns listade i Catalogue of Life.